# Рауль Санчес
Рау́ль Са́нчес (ісп. Raúl Sánchez, 26 жовтня 1933, Вальпараїсо — 28 лютого 2016) — чилійський футболіст, що грав на позиції центрального захисника. У 1962 році був визнаний найкращим гравцем Чилі за версією видання «Revista Estadio».
Виступав, зокрема, за клуб «Сантьяго Вондерерз», а також національну збірну Чилі, з якою став бронзовим призером чемпіонату світу 1962 року.

## Клубна кар'єра
Рауль Санчес починав займатися футболом в командах «Депортіво Монхас» і «Депортіво Пласерес» у Сантьяго. Потім потрапив до Академії «Сантьяго Вондерерз» і досить скоро дебютував в основному складі. З «Вондерерз» пов'язана велика частина ігрової кар'єри Санчеса. У цій команді він виступав з 1952 по 1964 рік. У 1958 році виграв чемпіонат Чилі, а в 1958 і 1961 роках завойовував Кубок Чилі.
У 1965 році перейшов до «Коло-Коло», але за два сезони провів за «індіанців» лише 16 матчів чемпіонату. Останні два роки на професіональному рівні провів у «Рейнджерс» (Талька) та «Евертоні» (Вінья-дель-Мар).

## Виступи за збірну
1959 року дебютував в офіційних матчах у складі національної збірної Чилі, взявши участь у чемпіонаті Південної Америки 1959 року в Аргентині, де зіграв у всіх шести іграх, а команда посіла 5 місце.
Згодом у складі збірної був учасником чемпіонату світу 1962 року у Чилі, на якому команда здобула бронзові нагороди, а Санчес теж був основним центральним захисником, зігравши 6 ігор.
Загалом протягом кар'єри у національній команді, яка тривала 6 років, провів у її формі 42 матчі, з них 33 — офіційні.
Помер 28 лютого 2016 року на 83-му році життя від хвороби Альцгеймера.

## Досягнення
- Чемпіон Чилі: 1958
- Володар Кубка Чилі: 1959, 1961
- Бронзовий призер чемпіонату світу: 1962
- Футболіст року в Чилі: 1962 (за версією «Revista Estadio»)
- Учасник символічної збірної «Сантьяго Вондерерз» всіх часів: 2010